# 藤原仲経
藤原 仲経（ふじわら の なかつね）は、平安時代末期から鎌倉時代前期にかけての公卿。坊門中納言・藤原親信の二男。官位は正二位・権中納言。二条定輔の同母弟。

## 経歴
以下、『公卿補任』と『尊卑分脈』の内容に従って記述する。
- 承安4年（1174年）1月5日、叙爵。
- 寿永元年（1182年）10月7日、従五位上。
- 寿永2年（1183年）1月22日、右兵衛権佐。
- 元暦元年（1184年）7月24日、正五位下。
- 文治3年（1187年）1月5日、従四位下。
- 文治4年（1188年）10月14日、備前守を兼ねる。
- 建久元年（1190年）1月24日、従四位上。
- 建久2年（1191年）閏12月4日、丹後守。
- 建久3年（1192年）1月27日、丹後守を止める。
- 建久6年（1195年）1月5日、正四位下[2]。
- 建久7年（1196年）12月25日、伯耆守。
- 建久8年（1197年）9月20日、父・親信の喪が明けて復任。
- 正治元年（1199年）1月20日、内蔵頭。同年6月23日、伯耆守を止める。
- 建仁元年（1201年）1月6日、従三位。
- 元久元年（1204年）1月5日、正三位[3]。
- 元久2年（1205年）1月29日、修理大夫。4月10日、参議。
- 建永元年（1206年）1月13日、備中権守。
- 承元2年（1208年）7月9日、修理大夫を止める。
- 承元4年（1210年）12月17日、権中納言。
- 建暦元年（1211年）3月23日、従二位。9月8日、権中納言を辞し正二位。
- 承久元年（1219年）11月24日、本座を許される。
- 承久2年（1220年）6月15日、出家。
- 嘉禎2年（1236年）12月27日、薨去。享年70。

## 系譜
- 父：藤原親信（1137-1197）
- 母：官女半物阿古丸
- 妻：不詳
  - 男子：藤原仲兼